# Vasile Lovinescu
Vasile Lovinescu (n. 30 decembrie 1905, Fălticeni – d. 14 iulie 1984) a fost  un critic literar și filosof ezoteric român, ucenic al filosofului francez René Guénon.

## Biografie
S-a născut pe data de 17/30 decembrie 1905 în orașul Fălticeni, ca fiu mai mare al lui Octav Lovinescu, avocat, și al Anei Cetățianu. Tatăl, frate cu criticul literar Eugen Lovinescu, se trăgea din comuna Rădășeni, Suceava, iar mama din localitatea Subcetate, având în ascendență pe Ion Budai-Deleanu.
Scriitorul a mai avut doi frați : Octav (1913-1945), avocat și Horia (1917-1983), dramaturg. Familia sa a dat literelor noastre mai mulți scriitori, între care Anton Holban (văr), Monica Lovinescu (verișoară) și Alexandrina Lovinescu (verișoară).
Copilăria în Fălticeni, pe atunci un târg patriarhal, i-a fost normală, adică fabuloasă, cum va spune scriitorul însuși. Școala primară și gimnaziul le-a urmat în urbea natală, la gimnaziul Alexandru Donici, unde bunicul său, Vasile, era profesor și director. Familia s-a mutat în 1920 la București, unde tatăl său era avocat la diverse firme. Vasile Lovinescu a urmat liceul la Colegiul Sfântul Sava. După revenirea familiei în Fălticeni, a rămas în capitală, unde a fost student la Facultatea de Drept, nu pentru că ar fi avut vreo înclinație pentru această disciplină, ci pentru a rămâne în profesia tatălui său.
După terminarea facultății, Vasile Lovinescu a lucrat ca jurisconsult la diverse firme, la primăria municipiului și apoi, cu unele întreruperi, la Creditul Minier, până în 1947 când instalarea dictaturii l-a obligat să renunțe. În tot acest timp însă, principala preocupare a tânărului a rămas spiritualitatea. În acest domeniu, el a publicat în anii '30 numeroase articole și eseuri în reviste ca: Viața Literară, Viața Românească, Adevărul Literar și Artistic, Credința, Familia, Azi, Vremea, dar și câteva traduceri din limbile germană, franceză și engleză.
Figura care l-a atras în aceste începuturi de studii tradiționale a fost cea a misticului Bo Yin Ra (Joseph Anton Schneiderfranken), german de origine, care a avut, se pare, o afiliere inițiatică  la o organizație cosmologică din Asia centrală, ca și cea a scriitorului german Gustav Meyrink. Din cărțile lui Bo Yin Ra a aflat Vasile Lovinescu de cartea lui René Guénon Le Roi du Monde (Regele Lumii), apărută în anul 1927, pe care a și tradus-o (fără să o poată însă publica). Din acest moment, gânditorul tradițional francez René Guénon a devenit mentorul său spiritual.
A început în 1934 o corespondență cu René Guénon, retras la Cairo, care a durat neîntrerupt până în 1940, în paralel cu o meditație susținută asupra cărților lui și a marilor texte ale esoterismului universal. Chiar dacă a continuat să scrie în reviste și să aibă relații cu unii scriitori români ca Dan Botta, Dan Petrașincu, Anton Dumitriu, Mircea Eliade și mai ales Sandu Tudor, atenția lui principală s-a îndreptat spre obținerea unei inițieri. A reușit, într-un final, să se inițieze într-o confrerie musulmană.
În perioada statului național-legionar, Vasile Lovinescu a fost primar al orașului Fălticeni. 
Scriitorul s-a retras în 1980 definitiv la Fălticeni, în casa părintească de pe strada Sucevei, devenită între timp Galeria Oamenilor de Seamă (1972), prin donația și grija soției sale.
S-a stins din viață pe data de 14 iulie 1984.
După decembrie 1989 apar în periodice numeroase fragmente din opera lui Vasile Lovinescu și diferite prezentări ale omului și operei (Caiete Critice, România Literară, Steaua, Cotidianul LAI, Timpul, Manuscriptum, Cronica, Echidistanțe, etc.).

### Realizarea spirituală
În anul 1935, a făcut un pelerinaj la Muntele Athos, căutând o binecuvântare isihastă, pe care ar fi putut-o obține, cu condiția să rămână într-o mănăstire; nefiind cetățean grec, lucrul nu era posibil pe vremea aceea.
În 1936, la sfatul lui René Guénon, Lovinescu pleacă în Franța, la Amiens, și în Elveția, la Basel, unde îl întâlnește pe Frithjof Schuon cu ajutorul căruia trece printr-o inițiere în confreria sufistă a lui Shaykh Ahmad Al-Alawi (1869-1934), după care se întoarce în țară. De aici încolo, principala preocupare a lui Vasile Lovinescu va fi realizarea spirituală raportată la islam. A mai publicat, între 1936-1937, în revista "Études traditionnelles", sub pseudonimul Geticus, un studiu în limba franceză, de istorie și geografie mitică, intitulat La Dacie hyperboréenne.
În 1939 a făcut o călătorie în Franța, pentru a relua legătura cu filosoful musulman Frithjof  Schuon, maestrul său spiritual. Aici l-a reîntâlnit și pe Mihai Vâlsan, rămas la Paris ca diplomat, convertit și el la islam, care primise și o inițiere din aceeași sursă și care a întemeiat în curând, la Paris, o confrerie sufi condusă de el.
În timpul războiului, în 1940 reformat din cauza unei vederi slabe, Vasile Lovinescu și-a împărțit timpul între ritualul inițiatic și meditația asupra textelor sacre, între Fălticeni și București, unde s-a stabilit definitiv, cu un scurt intermezzo administrativ la primăria orașului Fălticeni.
S-a căsătorit în 1945 cu Steliana-Victoria Păunescu. În timpul refugiului de la sfârșitul războiului, casa și biblioteca de la Fălticeni i-au fost devastate, ceea ce nu l-a rupt de locul natal, deși a continuat să trăiască, într-o demnă sărăcie, în București.
În anul 1948 a întemeiat în București, cu ajutorul lui Mihai Vâlsan, un grup inițiatic pe care l-a condus până prin 1958 când, din cauza izolării și a ambianței ostile, grupul s-a dizolvat. În toată această perioadă, Vasile Lovinescu a renunțat la scris, consacrându-se ritualului și realizării spirituale, împreună cu grupul respectiv, totul rămânând ascuns lumii profane. A întreținut legături prin scrisori cu Frithjof Schuon, Titus Burckhardt și Mihai Vâlsan.

### Fraternitatea lui Hyperion
În 1958 a întâlnit la Fălticeni pe subtila, dar puțin cunoscuta poetă Lucreția Andriu (1913-1964), în casa din București a căreia a întemeiat un cerc de studii și meditație tradițională, pe care l-a numit mai târziu, în unele scrisori, fraternitatea lui Hyperion.
Din acest grup au făcut parte poetul Radu Vasiliu (1923-1990), Florin Mihăescu (1923-2014), Roxana Cristian, Viorica Mosinschi (1913-1980), Mariana Veleanu (1922-1975), Raluca Vasiliu, Margareta Vasiliu (1942-1996), Teodoru Ghiondea, Dan Stanca. Activitatea acestui grup a continuat aproape săptămânal, cu excepția lunilor de vară, când Vasile Lovinescu se retrăgea la Fălticeni, menținând legătura prin scrisori.
Aceasta insulă de libertate spirituală a continuat astfel să existe în anonimat și să "activeze", în ciuda ambianței ostile și amenințătoare, puternic polarizată de prezența intelectuală a lui Lovinescu. Baza studiilor și meditațiilor a constituit-o opera lui René Guénon, dar și textele sacre ale marilor tradiții exo și esoterice universale.
După moartea prematură a Lucreției Andriu, grupul s-a reunit cu aceeași regularitate, în alte locuri, până în anul 1980, când Vasile Lovinescu s-a retras la Fălticeni.

## Două studii
Încă din 1964, Vasile Lovinescu și-a reluat scrisul, resimțind nevoia de a fixa adevărurile tradiționale care, transmise numai oral, riscau să se dilueze sau chiar să se piardă.
Așa s-au închegat între 1964-1972 cele două studii, Al patrulea hagialîc (despre universul romanului lui Mateiu Caragiale, Craii de Curtea-Veche, și Creangă și Creanga de Aur, o interpretare ezoterică a basmelor lui Ion Creangă, publicate mai târziu, care, pe masura elaborării, erau citite în grup, ca, de altfel, aproape toate celelalte scrieri ale sale, fiind apoi difuzate în copii dactilografiate.
În 1972, după terminarea acestor studii, în anii '70, V. Lovinescu a continuat să scrie eseuri și studii, de mai mică întindere, pe teme tradiționale, comentarii de folclor și opere spirituale, studii de istorie și geografie sacră. El a putut fi văzut aproape zilnic la Biblioteca Academiei, studiind texte sacre și lucrări rare. Un timp, scriitorul a ținut un jurnal conținând meditații de o mare pătrundere spirituală, mergând de la doctrină și simbol la tehnica inițiatică. Florin Mihăescu și Roxana Cristian au publicat jurnalul sub numele de Jurnal Alchimic.

## Operă
- Al patrulea hagialâc (Ed. Cartea Românească, București, 1981; ediția a II-a, Ed. Rosmarin, București, 1996)
- Creangă și Creanga de Aur (Ed. Cartea Românească, 1989; ediția a II-a integrală, Ed. Rosmarin, București, 1996)
- Monarhul ascuns (Ed. Institutul European, Iași, 1992; ediția a II-a, Ed. Institutul European, Iași, 1999)
- Incantația sîngelui (Ed. Institutul European, Iași, 1993; ediția a II-a, Ed. Institutul European, Iași, 1999)
- Mitul sfîșiat (Ed. Institutul European, Iași, 1993; ediția a II-a, Ed. Institutul European, Iași, 1999
- Interpretarea esoterică a unor basme și balade populare românești (Ed. Cartea Românească, București, 1994; ediția a II-a, Ed. Cartea Românească, București, 2000)
- Jurnal Alchimic (Ed. Institutul European, Iași, 1994; ediția a II-a, Ed. Institutul European, Iași, 1999)
- Steaua fără nume (Ed. Rosmarin, București, 1994)
- Dacia hiperboreană (Ed. Rosmarin, București, 1994; ediția a II-a, Ed. Rosmarin, București, 1996)
- Scrisori crepusculare (Ed. Rosmarin, București, 1995)
- O icoană creștină pe Columna Traiana (Ed. Cartea Românească, București, 1996)
- Însemnări inițiatice (Ed. Rosmarin, București, 1997)
- Meditații, simboluri, rituri (Ed. Rosmarin, București, 1997)

## Cărți despre Vasile Lovinescu
- Florin Mihăescu și Roxana Cristian, Vasile Lovinescu si Functiunea Traditionala, Rosmarin, 1996.
- Eleonora Bulboacă și Florian Aliman, În căutarea gestului pierdut. Vasile Lovinescu după 40 de ani, Rosmarin, 2024.